# Don Meineke
Pour les articles homonymes, voir Monk (homonymie).
Don « Monk » Meineke (né le 30 octobre 1930 à Dayton, Ohio, mort le 3 septembre 2013) est un joueur professionnel américain de basket-ball. Il évolue au poste d'ailier et mesure 2,01 mètres.

## Biographie
Après une carrière en high school au lycée Wilbur Wright, il évolue au niveau universitaire avec les Flyers de l'université de Dayton, disputant deux finales du National Invitation Tournament, en 1951 et 1952. Lors de cette dernière année, il figure dans le troisième cinq All-America, décerné par l'Associated Press, terminant également dans la deuxième équipe Consensus All-America.
Meineke reçoit le premier trophée de NBA Rookie of the Year lors de la saison 1952-1953, alors qu'il joue pour les Pistons de Fort Wayne avec 10,7 points par match et 6,9 rebonds en 33 minutes par match. Meineke est leader de la ligue en nombre de fautes personnelles et de disqualifications lors de cette même saison. Les 26 disqualifications qu'il obtient lors de cette première saison demeure toujours un record NBA.
Meineke joue ensuite pour les Royals de Rochester lors de la saison 1955-1956 et après une saison blanche lors de la saison 1956-1957, il retourne dans l'effectif des Royals, désormais les Royals de Cincinnati lors de la saison 1957-1958, qui ont déménagé à Cincinnati. Il prend sa retraite à l'issue de la saison 1957-1958.